# Eucoryphus coeruleus
Eucoryphus coeruleus är en tvåvingeart som beskrevs av Becker 1889. Eucoryphus coeruleus ingår i släktet Eucoryphus och familjen styltflugor. Inga underarter finns listade i Catalogue of Life.